# Rubis (Q158)

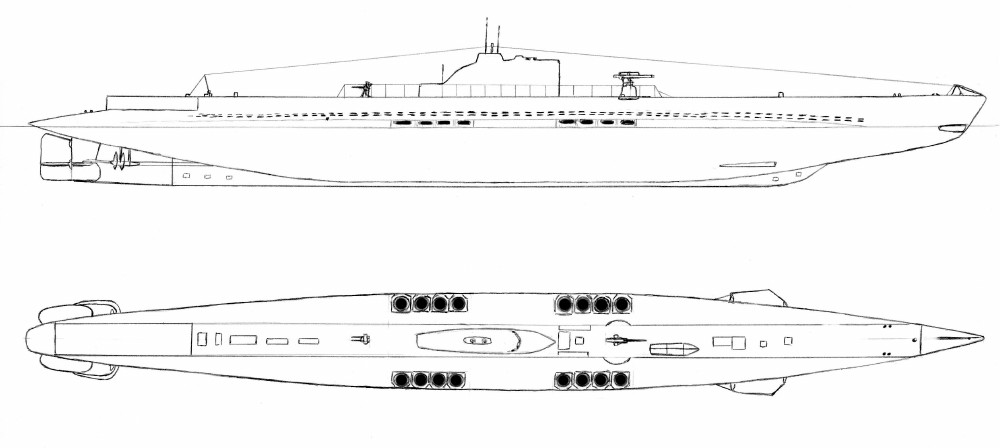
Схематичне зображення французького підводного мінного загороджувача «Рубі»

| «Рубі» | «Рубі» | «Рубі» |
| --- | --- | --- |
| Rubis (Q158) | | |
| | | |
| Французький підводний мінний загороджувач «Рубі» зазнав серйозних пошкоджень на мінному полі біля Норвегії. Серпень 1941 | | |
| Верф | Arsenal de Toulon, Тулон                                                                                   | Arsenal de Toulon, Тулон                                                                                   |
| Під прапором | Франція | Франція |
| Належність | Військово-морські сили Франції · ВМС Вільної Франції                                                       | Військово-морські сили Франції · ВМС Вільної Франції                                                       |
| Порт приписки | Тулон Шербур                                                                                               | Тулон Шербур                                                                                               |
| Замовлення | 11 січня 1928                                                                                              | 11 січня 1928                                                                                              |
| Закладений | 3 квітня 1929                                                                                              | 3 квітня 1929                                                                                              |
| Спуск на воду | 30 вересня 1931                                                                                            | 30 вересня 1931                                                                                            |
| Введений до складу флоту                                                                                                 | 4 квітня 1933                                                                                              | 4 квітня 1933                                                                                              |
| Виведений зі складу флоту                                                                                                | 4 жовтня 1949                                                                                              | 4 жовтня 1949                                                                                              |
| На службі | 1933–1949                                                                                                  | 1933–1949                                                                                                  |
| Сучасний статус | 31 січня 1958 року затоплений в якості гідроакустичної цілі                                                | 31 січня 1958 року затоплений в якості гідроакустичної цілі                                                |
| Бойовий досвід | Друга світова війна Битва за Атлантику Битва на Середземному морі Норвезька кампанія                       | Друга світова війна Битва за Атлантику Битва на Середземному морі Норвезька кампанія                       |
| Нагороди | Орден Визволення (Франція)                                                                                 | Орден Визволення (Франція)                                                                                 |
| Проєкт | | |
| Тип ПЧ | підводний мінний загороджувач                                                                              | підводний мінний загороджувач                                                                              |
| Основні характеристики                                                                                                   | | |
| Швидкість (надводна) | 12 вузлів (22 км/год)                                                                                      | 12 вузлів (22 км/год)                                                                                      |
| Швидкість (підводна) | 9 вузлів (17 км/год)                                                                                       | 9 вузлів (17 км/год)                                                                                       |
| Робоча глибина занурення                                                                                                 | 80 м | 80 м |
| Дальність плавання | 7 000 миль (12 964 км) на швидкості 7,5 вузлів (надводна) 80 миль (150 км) на швидкості 4 вузли (підводна) | 7 000 миль (12 964 км) на швидкості 7,5 вузлів (надводна) 80 миль (150 км) на швидкості 4 вузли (підводна) |
| Екіпаж | 42 офіцери та матроси                                                                                      | 42 офіцери та матроси                                                                                      |
| Розміри | | |
| Довжина найбільша (по КВЛ)                                                                                               | 65,9 м | 65,9 м |
| Ширина корпусу найб. | 7,1 м | 7,1 м |
| Висота | 3,9 м | 3,9 м |
| Середня осадка (по КВЛ)                                                                                                  | 4,2 м | 4,2 м |
| Водотоннажність надводна                                                                                                 | 773 тонни                                                                                                  | 773 тонни                                                                                                  |
| Силова установка | | |
| Дизель-електрична: 2 дизельні двигуни Vickers-Normand 2 електродвигуни                                                   | | |
| Гвинти | 2 | 2 |
| Потужність | 2 × 650 к.с. (надводна) 2 × 550 к.с. (підводна)                                                            | 2 × 650 к.с. (надводна) 2 × 550 к.с. (підводна)                                                            |
| Озброєння | | |
| Артилерія | 1 × 75-мм гармата зразка 1897 року                                                                         | 1 × 75-мм гармата зразка 1897 року                                                                         |
| Торпедно- мінне озброєння                                                                                                | 3 × 550-мм торпедних апарати 2 × 400-мм торпедних апарати 32 морські міни                                  | 3 × 550-мм торпедних апарати 2 × 400-мм торпедних апарати 32 морські міни                                  |
| ППО | 1 × 13,2-мм великокаліберний кулемет M1929 2 × 8-мм кулемети Hotchkiss M1914                               | 1 × 13,2-мм великокаліберний кулемет M1929 2 × 8-мм кулемети Hotchkiss M1914                               |

«Рубі» (фр. Rubis (Q158) — військовий корабель, підводний мінний загороджувач типу «Сафір» військово-морських сил Франції часів Другої світової війни.
Підводний човен «Рубі» був закладений 3 квітня 1929 року на верфі компанії Arsenal de Toulon у Тулоні. 30 вересня 1931 року він був спущений на воду, а 4 квітня 1933 року увійшов до складу ВМС Франції.
Протягом 1933—1949 років перебував на службі французького флоту. Брав активну участь у бойових діях Другої світової війна морі. З липня 1940 року перейшов на бік ВМС Вільної Франції і став найрезультативнішим підводним мінним загороджувачем флотів союзників. За 22 бойових походи він поставив 11 мінних постановок, встановивши 683 міни, жертвами яких стали 9 транспортних суден (ще 1 пошкоджено) і 9 бойових кораблів. Загалом кораблем було затоплено сумарно 21 000 GRT, що було найвищим коефіцієнтом ефективності серед усіх французьких бойових кораблів у часи війни. «Рубі» був відзначений численними нагородами, зокрема, декретом, виданим генералом Шарлем де Голлем 14 жовтня 1941 року, човен був нагороджений орденом Визволення.

## Список кораблів та суден, уражених «Рубі»
| Дата              | Назва                | Держава     | Тоннаж      |    |
| ----------------- | -------------------- | ----------- | ----------- | -- |
| 26 травня 1940    | «Vansø»              | Норвегія    | 54          |    |
| 28 травня 1940    | «Blaamannen»         | Норвегія    | 174         |    |
| 31 травня 1940    | «Jadarland»          | Норвегія    | 938         |    |
| 10 червня 1940    | «Sverre Sigurdssøn»  | Норвегія    | 1081        |    |
| 7 липня 1940      | «Almora»             | Норвегія    | 2433        |    |
| 24 липня 1940     | «Kem»                | Норвегія    | 1705        |    |
| 28 липня 1940     | «Argo»               | Норвегія    | 413         |    |
| 16 серпня 1940    | NB-15                | Третій Рейх | 173         |    |
| 14 вересня 1940   | «Uckermark»          | Третій Рейх | 7021        |    |
| 21 серпня 1941    | «Hogland»            | Фінляндія   | 4360        |    |
| 31 березня 1942   | U-702                | Третій Рейх | 769         |    |
| 12 червня 1942    | M-4212               | Третій Рейх | 125         |    |
| 12 червня 1942    | «Quand Meme»         | Франція     | 288         |    |
| 10 липня 1942     | M-4401               | Третій Рейх | 339         |    |
| 4 серпня 1942     | «Vincente Cameleyre» | Франція     | 246         |    |
| 18 серпня 1942    | V-406                | Третій Рейх | 464         |    |
| 18 серпня 1943    | M-4451               | Третій Рейх | 652         |    |
| 26 вересня 1944   | UJ-1106              | Третій Рейх | 447         |    |
| 27 вересня 1944   | «Cläre Hugo Stinnes» | Третій Рейх | 5295        |    |
| 27 вересня 1944   | «Knute Nelson»       | Норвегія    | 5749        |    |
| 27 вересня 1944   | UJ-1715              | Третій Рейх | 489         |    |
| 27 жовтня 1944    | V-5304               | Третій Рейх | 320         |    |
| 24 листопада 1944 | «Castor»             | Норвегія    | 1683        |    |
| 21 грудня 1944    | «Weichselland»       | Третій Рейх | 3654        |    |
| 21 грудня 1944    | UJ-1113              | Третій Рейх | 970         |    |
| 21 грудня 1944    | UJ-1116              | Третій Рейх | 970         |    |
| 21 грудня 1944    | UJ-1702              | Третій Рейх | 970         |    |
| 21 грудня 1944    | R-402                | Третій Рейх | 140         |    |
| ЗАГАЛОМ           | ЗАГАЛОМ              | затоплені:  | затоплені:  | 24 |
| ЗАГАЛОМ           | ЗАГАЛОМ              | пошкоджені: | пошкоджені: | 4  |